# Kraľovany
Kraľovany (in ungherese Kralován) è un comune della Slovacchia facente parte del distretto di Dolný Kubín, nella regione di Žilina.